# Evi Strasser
Evi Strasser (13 de febrero de 1964) es una jinete canadiense que compitió en la modalidad de doma. Ganó una medalla de plata en los Juegos Panamericanos de 2003, en la prueba por equipos.

## Palmarés internacional
| Juegos Panamericanos | Juegos Panamericanos            | Juegos Panamericanos | Juegos Panamericanos |
| Año                  | Lugar                           | Medalla              | Categoría            |
| -------------------- | ------------------------------- | -------------------- | -------------------- |
| 2003                 | Santo Domingo (Rep. Dominicana) | Medalla de plata     | Por equipos          |